# Escola Valenciana
Escola valenciana - Federació d'Associacions per la Llengua és una entitat cívica formada per 26 associacions comarcals i d'àmbit valencià. El principal objectiu de l'entitat és la normalització lingüística en tots els àmbits d'ús de la llengua, amb especial incidència en el sistema educatiu valencià.

## Activitats[calcitació]
Va començar la seua activitat en el camp educatiu entre els anys 1984 i 1986, quan naixen les primeres coordinadores, que finalment es federaren el 1990 amb el nom d'Escola Valenciana - Federació d'Associacions per la Llengua, amb l'objectiu de potenciar la creació d'un sistema educatiu amb el valencià com a llengua vehicular. En aquest marc, van nàixer les Trobades d'Escoles en Valencià, aplecs lúdics i reivindicatius que han esdevingut el projecte amb més ressò de l'entitat. Les festes per la llengua reuneixen cada any més de 200.000 persones entre pares, mares, alumnes i mestres en les vora 20 Trobades comarcals.
L'entitat cívica ha conservat l'acció a l'escola i ha ampliat el treball en matèria de normalització lingüística a la resta d'àmbits d'ús socials. Educació, música, cinema, literatura, cultura popular, multiculturalitat, voluntariat, sostenibilitat i democràcia participativa són els pilars d'una nova visió d'Escola Valenciana com a entitat global, que ha esdevingut un grup de pressió constant i constructiu en la vida social, educativa i política valenciana.
Tots aquests camps d'actuació s'han materialitzat en projectes i serveis concrets com el Voluntariat pel Valencià, la Gira -Festival itinerant de música en valencià- (amb el Feslloch com a cloenda anual), l'Acosta't al Territori, el Cinema a l'Escola, l'Oficina de Drets Lingüístics, la xarxa d'Escoles de Qualitat, així com materials com la Devedeteca, la col·lecció "l'Àlbum" i els Tallers de Cultura Popular.
Escola Valenciana organitza cada any la Nit d'Escola Valenciana, en què s'atorguen els guardons que lliura l'entitat a persones i col·lectius que treballen per la normalització lingüística en diferents àmbits d'ús. També es presenta el lema i la imatge de les Trobades d'Escoles en Valencià d'eixa edició.
L'entitat cívica inclou el projecte Amic-Amiga d'Escola Valenciana, per implicar directament les persones que creuen en una visió del País Valencià que vetlla per la nostra llengua com a màxim tret d'identitat. En aquest sentit, per a garantir projectes sostenibles i estables, cal generar un vincle social i econòmic que permeta fer realitat les principals activitats que du a terme Escola Valenciana i és per això que els Amics i les Amigues d'Escola Valenciana ajuden amb les seues aportacions a dur endavant la tasca diària de fer del valencià la llengua oficial d'ús normal.

## Reconeixements rebuts[calcitació]
- Premi Martí Gasull i Roig, 2015.[1]
- Premi Internacional Linguapax, 2014.[2]
- Premi 9 d'Octubre d'Educació i Cultura de l'Ajuntament d'Alboraia, 2013.[3]
- Premi Ús i Ensenyament en Valencià dels Premis Educació del PSPV-PSOE, 2013.
- Premi Valencià de l'any de la Fundació Huguet, 2012.[4]
- Premi Importante de Levante-EMV, 2012.
- Premi Moragues-Basset del Casal Pere III/Ateneu, 2011.
- Creu de Sant Jordi de la Generalitat de Catalunya, 2010.
- Premi del Col·lectiu Francesc Macià, 2009.
- Premi de l'Associació Cívica Amics d'Aiora, 2009.
- Premi Francesc Layret, 2009.[5]
- Premi Importante de Levante-EMV, 2009.[6]
- Premi Memorial Francesc Macià de la Fundació Josep Irla, 2009[7]
- Premi Ciudadanos, 2008.[8]
- Premi de la Societat Econòmica d'Amics del País, 2007.
- Premi Nacional de Cultura de la Generalitat de Catalunya, 2006.
- Premi Ciutat de Dénia atorgat per l'EPA, 2005.
- Premi del Col·lectiu Serrella de Banyeres de Mariola, 2005.
- Premi de la Nit de la Cultura balear atorgat per l'OCB, 2005.
- Premi Josep Climent de Castelló, 2005.
- Premi del Moviment Escolta de València, 2004.
- Premi Jaume I de la Franja de Ponent, 2004.
- Premi Joan Coromines per l'Actuació Cívica com a col·lectiu de la CAL, 2003.
- Premi Tirant lo Blanc a l'Acció Cívica, 2002.
- Premi 9 d'Octubre Vila de Xàbia a l'Acció Cívica, 2002.
- Premi Vicent Ventura, 2001.[9]
- Premi Tio Canya. Casal Jaume I de l'Alcúdia, 2000.
- Premi Socarrat d'Or. Vila-real, 1998.
- Premi a les Llibertats Nacionals, Unitat del Poble Valencià, 1997.
- Premi d'Honor Fundació Jaume I. Àmbit d'Actuació Cívica, 1997.
- Premi Vila d'Ondara a la Promoció Lingüística. Àmbit Educatiu, 1997.
- Premi d'Honor Vila de Pedreguer, 1994.

## La Nit d'Escola Valenciana
La Nit d'Escola Valenciana va nàixer amb l'esperit de reunir persones vinculades a Escola Valenciana, així com representants institucionals en una vetllada en què es lliuren els guardons d'Escola Valenciana a persones i col·lectius que treballen per la normalització de la nostra llengua en diversos àmbits i s'anuncien les Trobades d'Escoles en Valencià.
Des de 2009, els guardons que s'atorguen a persones, entitats culturals i empreses que són exemple de promoció i ús social de la nostra llengua, s'anomenen "Intentant la llibertat" i estan dissenyats per Andreu Alfaro, prestigiós escultor valencià de renom internacional.
Des de 2004, la Nit d'Escola Valenciana s'ha celebrat a València (l'Horta de València), El Puig (l'Horta Nord), Alzira (la Ribera Alta), Xàtiva (la Costera), Godella (l'Horta Nord), Calp (la Marina Alta), Castelló (la Plana Alta), Alcoi (l'Alcoià i el Comtat), L'Eliana (el Camp de Túria), Alacant (l'Alacantí), Canet d'en Berenguer (el Camp de Morvedre), Albal (l'Horta Sud) i Alginet (la Ribera Alta).

## Llista de guardonats/des en La Nit d'Escola Valenciana
- Rafael L. Ninyoles (Guardó 'Josep Vicent Garcia' a la Trajectòria Individual, 2017)
- Federació de Moviments de Renovació Pedagògica del País Valencià (Guardó a l'Ús Social del Valencià, 2017)
- Pluja Teatre (Guardó Extraordinari, 2017)
- Carmen Agulló (Guardó a la Trajectòria Individual, 2016
- Federació Valenciana de Nanos i Gegants (Guardó a l'Ús Social del Valencià, 2016)
- Institut d'Estudis de la Vall d'Albaida (Guardó Extraordinari, 2016)
- Josep Chaqués (Guardó a la Trajectòria Individual, 2015)
- Associació d'Editors del País Valencià (Guardó a l'Ús Social del Valencià, 2015)
- Xúquer Viu (Guardó Extraordinari, 2015)
- Carme Miquel (Guardó a la Trajectòria Individual, 2014)
- Pep Gimeno "Botifarra" (Guardó a l'Ús Social del Valencià, 2014)
- Xarxa Vives d'Universitats (Guardó Extraordinari, 2014)
- Adela Costa (Guardó a la Trajectòria Individual, 2013)
- CEIPs Sant Cristòfor Màrtir de Picassent i Rei en Jaume i Ramon y Cajal de Xirivella (Guardó a l'Ús Social del Valencià, 2013)
- Grup Murbíter (Guardó Extraordinari, 2013)
- Joan Ponsoda (Guardó a la Trajectòria Individual, 2013)
- Al Tall (Guardó a l'Ús Social del Valencià, 2013)
- Vicent Pitarch (Guardó Extraordinari, 2013)
- Paco Muñoz (Guardó a la Trajectòria Individual, 2012)
- Revista Saó (Guardó a l'Ús Social del Valencià, 2012)
- Cor de L'Eliana (Guardó Extraordinari, 2012)
- Empar Granell (Guardó a la Trajectòria Individual, 2011)
- Babaclub i Canal Super3 (Guardó a l'Ús Social del Valencià, 2011)
- Betlem de Tirisiti i Francesc de Paula Burguera (Guardó Extraordinari, 2011)
- Isabel Rios (Guardó a la Trajectòria Individual, 2010)
- Obrint Pas (Guardó a l'Ús Social del Valencià, 2010)
- Betlem de la Pigà (Guardó Extraordinari, 2010)
- Tudi Torró (Guardó a la Trajectòria Individual, 2009)
- Conta Conta Produccions i Albena Teatre (Guardó a l'Ús Social del Valencià, 2009)
- Edicions Bromera (Guardó Extraordinari, 2009)
- Vicent Pascual (Guardó a la Trajectòria Individual, 2008)
- Club de bàsquet Pamesa València (Guardó a l'Ús Social del Valencià, 2008)
- Tractat d'Almisrà (Guardó Extraordinari, 2008)
- VilaWeb (2007)
- Col·lectiu Ovidi Montllor de Músics i Cantants en Valencià, COM (2006)
- Vicent Marçà (2005)
- Col·legi Censal de Castelló i Sant Jaume d'Almoines, com a les primeres escoles que van iniciar l'ensenyament en valencià (2004)

## Presidències
- Josep Chaqués (1990-1991).
- Carme Miquel (1991-1994).
- Vicent Romans (1994-2002).
- Diego Gómez (2002-2010).
- Vicent Moreno (2010-2018).
- Natxo Badenes (2018-2022).[10]
- Alexandra Usó (2022-)

## Estimem la nostra llengua: mural de les trobades d'escoles en valencià

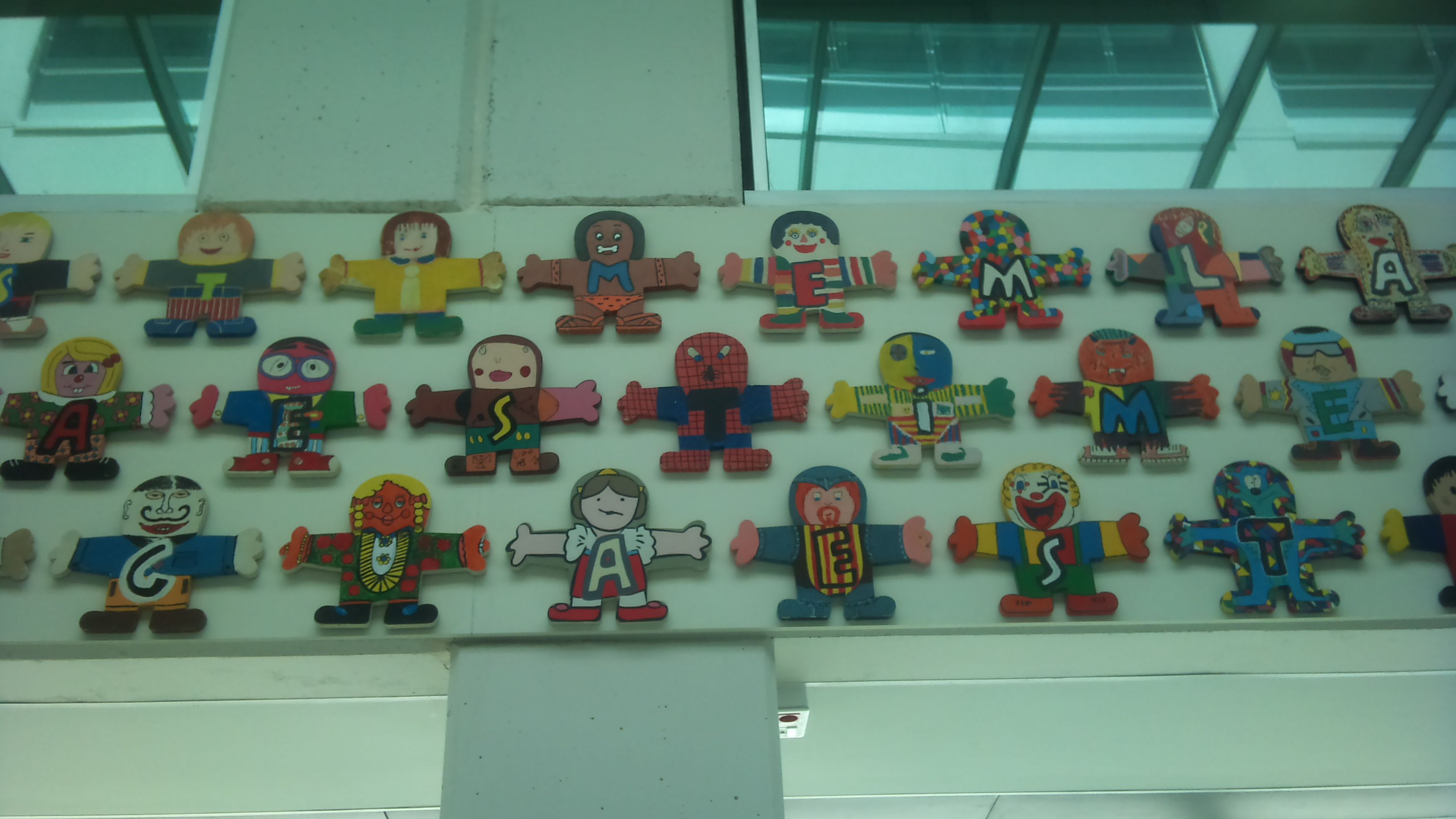
Vista parcial del mural realitzat per Xavier Mariscal i els estudiants de les escoles en valencià, en la "Trobada d'escoles en valencià" de l'any 1995
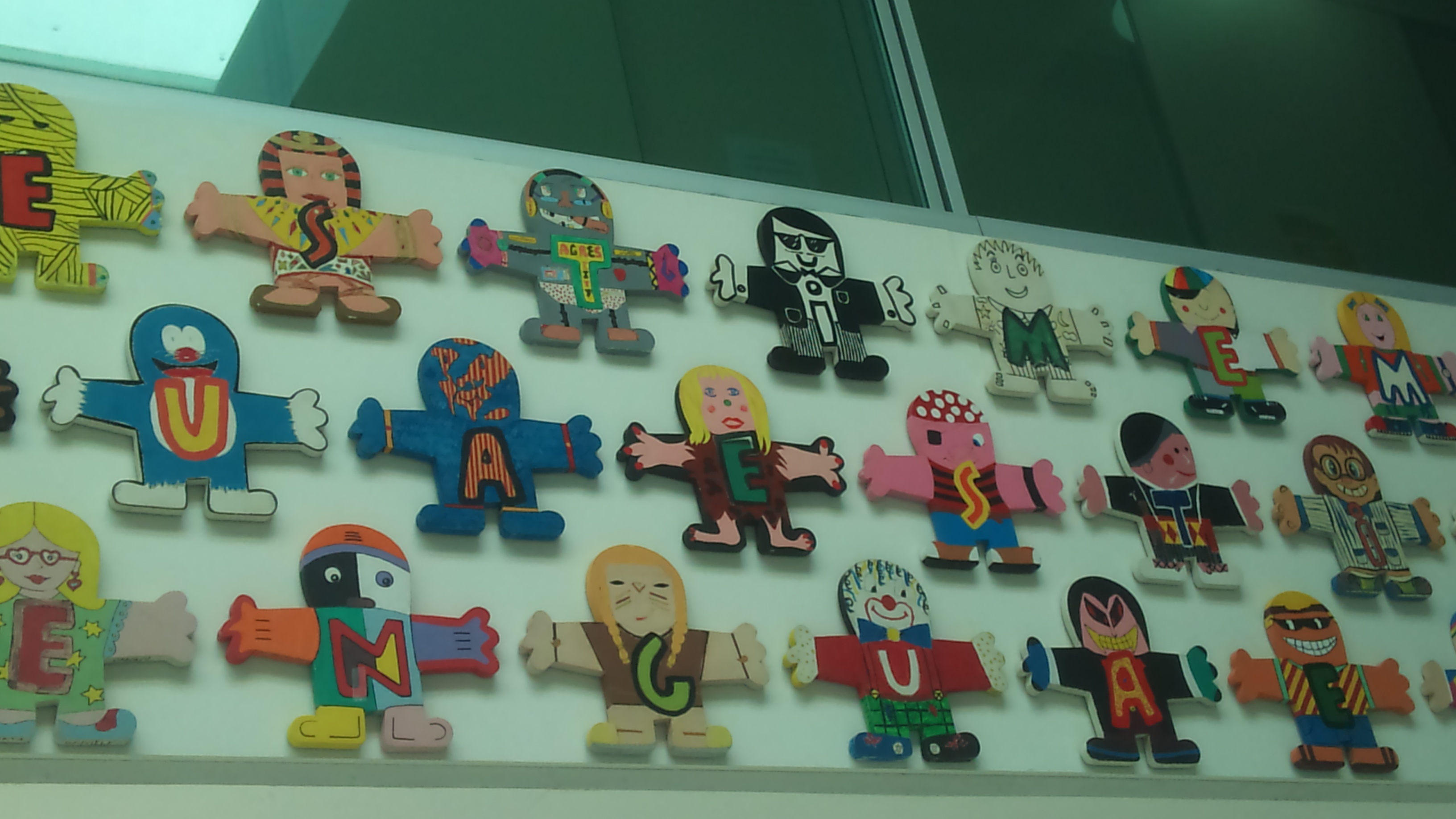
Vista parcial del mural realitzat per Xavier Mariscal i els estudiants de les escoles en valencià, en la "Trobada d'escoles en valencià" de l'any 1995
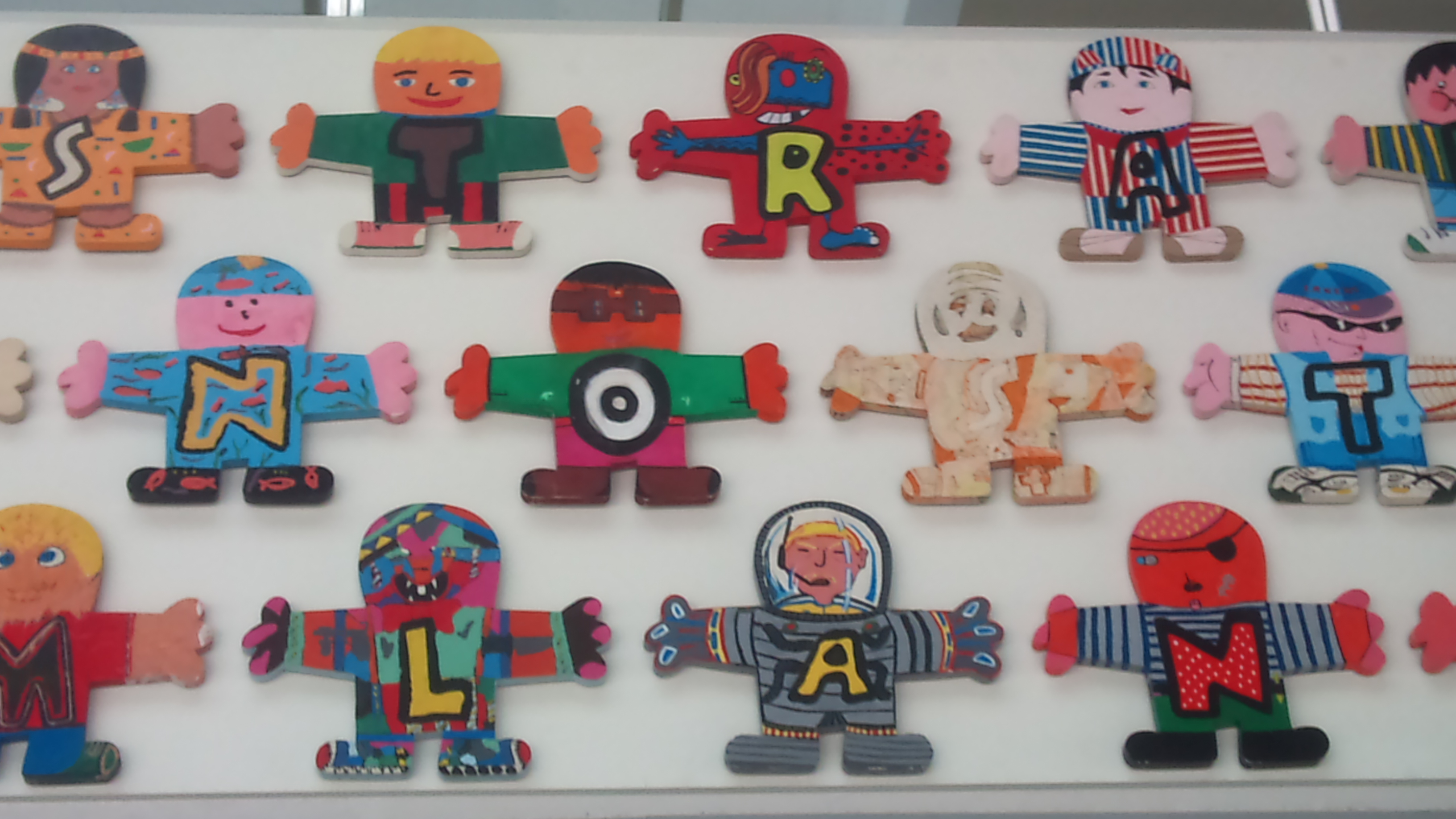
Vista parcial del mural realitzat per Xavier Mariscal i els estudiants de les escoles en valencià, en la "Trobada d'escoles en valencià" de l'any 1995